# 泽陆蛙
泽陆蛙（学名：Fejervarya multistriata）又名泽蛙，是一种分布于中国香港大屿山等地区的两栖动物，隶属于叉舌蛙科陆蛙属。

## 形态特征
泽陆蛙雄蛙体长38～42毫米，雌蛙43～49毫米。身体背部粗糙，一般呈灰橄榄色或深灰色，杂有棕黑色斑纹；唇缘有棕黑色纵纹，四肢背面有棕色横斑；腹部光滑，为乳白色或乳黄色。